# Stanislav Brebera
Stanislav Brebera (* 10. August 1925; † 11. Mai 2012 in Pardubice) war ein tschechischer Chemiker. In dem tschechoslowakischen Staatsbetrieb VÚPCH (Výzkumný ústav průmyslové chemie – Forschungsinstitut für industrielle Chemie), heute Explosia, in Pardubice entwickelte er 1966 den Plastiksprengstoff Semtex.

## Werdegang
Brebera wurde 1945 Mitglied der kommunistischen Partei und studierte an der technischen Hochschule und der Hochschule für Militärtechnik in Prag. Ab 1950 arbeitete er für das Chemieunternehmen Synthesia, die später in VUPCH aufging.

## Veröffentlichungen
- Brebera, Stanislav: 2001. Vojenské trhaviny a technologie výroby trhavinových náloží : učební texty k předmětu. Univerzita Pardubice, Pardubice. ISBN 80-7194-360-6
- Brebera, Stanislav: 2002. Vojenské trhaviny II : trhaviny různé konzistence. Univerzita Pardubice, Pardubice. ISBN 80-7194-497-1